# Ministère du Bureau de la présidence et du Suivi de la gestion du gouvernement
Le ministère du Bureau de la présidence et du Suivi de la gestion du gouvernement (Ministerio del Poder Popular del Despacho de la Presidencia y Seguimiento de la Gestión de Gobierno, en espagnol, littéralement, « ministère du Pouvoir populaire du Bureau de la présidence et du Suivi de la gestion du gouvernement »), anciennement ministère du Bureau de la présidence, est un ministère du gouvernement du Venezuela créé le 12 novembre 2012. 

## Chronologie
Le ministère est anciennement dénommé « Ministère du Bureau de la présidence » est prend sa dénomination actuelle par décret n° 9.229.

## Liste des ministres du Bureau de la présidence et du Suivi de la gestion du gouvernement
| Image                      | Nom                             | Parti | Début             | Fin                   |
| -------------------------- | ------------------------------- | ----- | ----------------- | --------------------- |
|                            | Aníbal Coronado                 |       | 2025              |                       |
|                            | Aníbal Coronado                 |       | 2024              | 2025                  |
|                            | Jorge Márquez                   |       | 3 novembre 2017   | 2024                  |
|                            | Erika Farías                    |       | 21 septembre 2017 | 3 novembre 2017       |
|                            | Carlos Osorio                   |       | 21 juin 2017      | 2017                  |
| Carmen Meléndez            | Carmen Meléndez                 |       | 2016              | 2017                  |
|                            | Jesús Rafael Salazar Velásquez  |       | 2016              | 2016                  |
| Carmen Meléndez            | Carmen Meléndez                 |       | 10 mars 2015      | 4 septembre 2015      |
|                            | Carlos Osorio                   |       | 3 avril 2014      | 2015                  |
|                            | Hugo Cabezas                    |       | 9 janvier 2014    | 2014                  |
|                            | Wilmer Barrientos               |       | 2013              | 2014                  |
| Carmen Meléndez            | Carmen Meléndez                 |       | 13 octobre 2012   | 5 juillet 2013        |
|                            | Erika Farías                    |       | 13 mai 2011       | 13 octobre 2012       |
|                            | Francisco Ameliach              |       | 13 octobre 2010   | 13 mai 2011           |
|                            | María Godoy                     |       | 2010              | 2010                  |
|                            | Isis Ochoa                      |       | 2010              | 2010                  |
|                            | Luis Reyes Reyes                |       | 10 décembre 2008  | 10 février 2010       |
| Héctor Rodríguez Castro    | Héctor Rodríguez Castro         | PSUV  | 3 août 2008       | 10 décembre 2008      |
| Jesse Chacón               | Jesse Chacón                    |       | 3 janvier 2008    | 2 août 2008           |
|                            | Erika Farías                    |       | 2007              | 3 janvier 2008        |
|                            | Hugo Cabezas                    |       | 2007              | 2007                  |
| Adán Chávez                | Adán Chávez                     |       | 4 août 2006       | 6 janvier 2007        |
| Delcy Rodríguez            | Delcy Rodríguez                 |       | février 2006      | août 2006             |
|                            | Haiman El Troudi                |       | 2005              | 2005                  |
|                            | Luis Torcatt                    |       | 2005              | 2005                  |
|                            | Manuel Barroso                  |       | 2004              | 2004                  |
|                            | Rodrigo Chaves                  |       | 2004              | 2004                  |
| Adán Chávez                | Adán Chávez                     |       | 2003              | 2003                  |
|                            | Carlos Eduardo Martínez Mendoza |       | 2003              | 2003                  |
|                            | Rafael Vargas Medina            |       | 2002              | 2002                  |
| Diosdado Cabello           | Diosdado Cabello                |       | 2001              | 2001                  |
| Elias Jaua                 | Elías Jaua                      |       | octobre 2000      | mai 2001              |
|                            | Francisco Rangel Gómez          |       | 1999              | 2000                  |
|                            | Alfredo Antonio Peña            |       | 2 février 1999    | 24 mai 1999           |
|                            | José Guillermo Andueza          |       | 1998              | 1999                  |
| Asdrúbal Aguiar            | Asdrúbal Aguiar                 |       | 15 mars 1996      | 30 juin 1998          |
|                            | Andrés Caldera Pietri           |       | 1994              | 1996                  |
|                            | Ramón Espinoza                  |       | 1993              | 1994                  |
|                            | Celestino Armas                 |       | 1992              | 1993                  |
|                            | Beatrice Rangel Mantilla        |       | 1991              | 1992                  |
|                            | Armando Durán                   |       | 1990              | 1991                  |
|                            | Jesús Carmona                   |       | 1989              | 1990                  |
|                            | Reinaldo Figueredo Planchart    |       | 1989              | 1989                  |
|                            | Carlos Croes                    |       | 1988              | 1989                  |
|                            | Carmelo Lauría                  |       | 13 mars 1985      | 28 juin 1988          |
| Simón Alberto Consalvi     | Simón Alberto Consalvi          |       | 2 février 1984    | 12 mars 1985          |
|                            | Gonzalo García Bustillos        |       | 1979              | 1984                  |
|                            | Carmelo Lauría                  |       | 15 juillet 1977   | 11 mars 1979          |
| José Luis Salcedo Bastardo | José Luis Salcedo Bastardo      |       | 15 mars 1976      | 14 juillet 1977       |
|                            | Efraín Schacht Aristeguieta     |       | 1975              | 1976                  |
|                            | Ramón Escovar Salom             |       | 12 mars 1974      | 22 janvier 1975       |
|                            | Luis Alberto Machado            |       | 11 mars 1969      | 11 mars 1974          |
|                            | Manuel Mantilla                 |       | 1964              | 1969                  |
|                            | Raúl Soulés Baldó               |       | 1963              | 1964                  |
| Ramón José Velásquez       | Ramón José Velásquez            |       | 13 février 1959   | 12 août 1963          |
|                            | Raúl Soulés Baldó               |       | 2 décembre 1952   | 22 janvier 1958       |
| Gonzalo Barrios            | Gonzalo Barrios                 |       | 15 février 1948   | 24 novembre 1948      |
|                            | José Giacoppini Zárraga         |       | 1947              | 1948                  |
|                            | Luis Beltrán Prieto Figueroa    |       | 1945              | 1947                  |
|                            | Pedro Sotillo                   |       | 1943 (?)          | 1945                  |
| Arturo Uslar Pietri        | Arturo Uslar Pietri             |       | 17 novembre 1943  | 13 juillet 1945 (?)   |
|                            | Ángel Biagini                   |       | 1943              | 1943                  |
| Arturo Uslar Pietri        | Arturo Uslar Pietri             |       | 5 mai 1941        | 4 mai 1943            |
|                            | Alfonso Mejía                   |       | 1938              | 1941                  |
| Diógenes Escalante         | Diógenes Escalante              |       | 30 avril 1936     | 15 septembre 1938 (?) |
|                            | Francisco Parra                 |       | 1936              | 1936                  |
|                            | Francisco Baptista Galindo      |       | 1925              | 1935                  |
|                            | Enrique Urdaneta Maya           |       | 1922              | 1925                  |
|                            | Ezequiel Vivas                  |       | 1913              | 1922                  |
|                            | Francisco González Guinán       |       | 1910              | 1913                  |
|                            | Antonio Pimentel                |       | 1909              | 1910                  |
|                            | Leopoldo Baptista               |       | 1908              | 1909                  |
|                            | Rafael Gárbiras Guzmán          |       | 1907              | 1908                  |
|                            | José Rafael Revenga             |       | 1906              | 1907                  |
|                            | Lucio Baldó                     |       | 1906              | 1906                  |
|                            | Julio Torres Cárdenas           |       | 1899              | 1906                  |
|                            | Celestino Peraza                |       | 1899              | 1899                  |
|                            | Rafael González Delgado         |       | 1887              | 1888                  |